# Mene maculata
Mene maculata („maculatus“ = gefleckt) ist ein Meeresfisch, der im Indopazifik von der Ostküste Afrikas bis zum südlichen Japan, der Arafurasee und dem nordöstlichen Australien vorkommt.

## Merkmale
Die Fische erreichen im Allgemeinen eine Körperlänge von 20 cm, maximal werden sie 30 cm lang. Ihr Körper ist seitlich sehr stark abgeflacht und diskusförmig, mit einem nur leicht gebogenen Rückenprofil, einem weit ausladenden Bauchprofil und einer scharfkantigen Brust. Die Standardlänge beträgt das 1,3- bis 1,5fache der Körperhöhe. Auf der Rückenseite sind sie dunkelblau, Seiten und Bauch sind silbrig. Ober- und unterhalb der Seitenlinie, die weit oben, parallel zur Rückenlinie verläuft, finden sich zwei bis drei Reihen dunkler Punkte. Das Ende der Seitenlinie liegt unterhalb des Endes der Rückenflosse. Der Oberkiefer ist protraktil (vorstreckbar). Beide Kiefer sind mit Reihen kleiner, schlanker Zähne besetzt. Der Gaumen ist zahnlos. Die Kiemenreusenstrahlen sind gut entwickelt. Sechs finden sich auf dem oberen und 23 auf dem unteren Ast des ersten Kiemenbogens. 
- Flossenformel: Dorsale 43–46; Anale 30–33, Pectorale 15.

Rücken- und Afterflosse sind lang und niedrig. Bei der Rückenflosse sind die ersten Flossenstrahlen leicht erhöht. Die ersten 3 bis 10 sind unverzweigt und bei Jungfischen stachelartig. Die Flossenstrahlen der Afterflosse sind bei adulten Fischen mit Haut überwachsen, so dass nur ihre verzweigten Spitzen zu sehen sind. Die ersten zwei Flossenstrahlen der Bauchflosse sind zusammengewachsen und bei adulten Fischen stark verlängert. Die Brustflossen sind kürzer als der Kopf. Die Schwanzflosse ist gegabelt. Wegen der winzigen Schuppen ist der Fisch scheinbar schuppenlos.

## Lebensweise
Mene maculata lebt küstennah in tieferen Zonen (50 bis 200 m) vor allem bei Korallenriffen, über dem Kontinentalschelf und rund um größere Inseln und sucht manchmal auch Flussmündungen auf. Die Fische ernähren sich von kleinen, bodenbewohnenden, wirbellosen Tieren.

## Nutzung
Mene maculata gilt als ausgezeichneter Speisefisch, wird mit Schleppnetzen gefangen und frisch oder getrocknet vermarktet.